# Gheorghe Gușet
Gheorghe Calin Gușet (Zalău, 28 maggio 1968 – Zalău, 12 giugno 2017) è stato un pesista rumeno.

## Carriera
Detentore dei record nazionali rumeni nel getto del peso sia al coperto che all'aperto, in carriera partecipò a tre edizioni dei Giochi olimpici (1992, 2000, 2004) e a varie finali in campionati mondiali ed europei.
Nel 2008, all'età di quaranta anni, a causa di una insufficienza renale cronica fu costretto a concludere la sua carriera sportiva.
Il 25 ottobre dello stesso anno si sottopose ad un trapianto renale con successo.

## Record nazionali
- Getto del peso 20,84 m  ( Poiana Braşov, 7 agosto 1999)
- Getto del peso indoor 21,04 m  ( Bucarest, 18 febbraio 2006)

## Palmarès
| Anno | Manifestazione  | Sede              | Evento         | Risultato | Misura  | Note                          |
| ---- | --------------- | ----------------- | -------------- | --------- | ------- | ----------------------------- |
| 1991 | Mondiali indoor | Siviglia          | Getto del peso | 15º       | 18,07 m | Miglior prestazione personale |
| 1992 | Olimpiadi       | Barcellona        | Getto del peso | 17º       | 18,96 m |                               |
| 1993 | Mondiali indoor | Toronto           | Getto del peso | 12º       | 18,09 m |                               |
| 1993 | Mondiali        | Stoccarda         | Getto del peso | 19º       | 18,95 m |                               |
| 1999 | Mondiali        | Siviglia          | Getto del peso | 18º       | 19,46 m |                               |
| 2000 | Europei indoor  | Gand              | Getto del peso | 4º        | 20,21 m |                               |
| 2000 | Olimpiadi       | Sydney            | Getto del peso | 30º       | 18,58 m |                               |
| 2001 | Mondiali indoor | Lisbona           | Getto del peso | 9º        | 19,68 m |                               |
| 2001 | Mondiali        | Edmonton          | Getto del peso | 14º       | 19,74 m |                               |
| 2002 | Europei         | Monaco di Baviera | Getto del peso | 7º        | 20,05 m |                               |
| 2003 | Mondiali        | Parigi            | Getto del peso | 16º       | 19,61 m |                               |
| 2004 | Olimpiadi       | Atene             | Getto del peso | 15º       | 19,68 m |                               |
| 2005 | Europei indoor  | Madrid            | Getto del peso | 5º        | 20,25 m |                               |
| 2005 | Mondiali        | Helsinki          | Getto del peso | 13º       | 19,83 m |                               |
| 2006 | Mondiali indoor | Mosca             | Getto del peso | 5º        | 20,60 m |                               |

## Campionati nazionali
- 14 volte campione nazionale nel getto del peso (1990, 1992/1994, 1998/2007)
- 10 volte nel getto del peso indoor (1998/2007)

1990
- Oro ai campionati nazionali rumeni, getto del peso - 19,39 m

1992
- Oro ai campionati nazionali rumeni, getto del peso - 19,12 m

1993
- Oro ai campionati nazionali rumeni, getto del peso - 19,54 m

1994
- Oro ai campionati nazionali rumeni, getto del peso - 19,97 m

1998
- Oro ai campionati nazionali rumeni indoor, getto del peso - 19,67 m
- Oro ai campionati nazionali rumeni, getto del peso - 19,66 m

1999
- Oro ai campionati nazionali rumeni indoor, getto del peso - 19,64 m
- Oro ai campionati nazionali rumeni, getto del peso - 19,75 m

2000
- Oro ai campionati nazionali rumeni indoor, getto del peso - 20,58 m
- Oro ai campionati nazionali rumeni, getto del peso - 20,18 m

2001
- Oro ai campionati nazionali rumeni indoor, getto del peso - 20,42 m
- Oro ai campionati nazionali rumeni, getto del peso - 19,81 m

2002
- Oro ai campionati nazionali rumeni indoor, getto del peso - 20,26 m
- Oro ai campionati nazionali rumeni, getto del peso - 20,04 m

2003
- Oro ai campionati nazionali rumeni indoor, getto del peso - 20,08 m
- Oro ai campionati nazionali rumeni, getto del peso - 19,40 m

2004
- Oro ai campionati nazionali rumeni indoor, getto del peso - 19,78 m
- Oro ai campionati nazionali rumeni, getto del peso - 20,54 m

2005
- Oro ai campionati nazionali rumeni indoor, getto del peso - 20,93 m
- Oro ai campionati nazionali rumeni, getto del peso - 20,28 m

2006
- Oro ai campionati nazionali rumeni indoor, getto del peso - 21,14 m
- Oro ai campionati nazionali rumeni, getto del peso - 20,77 m

2007
- Oro ai campionati nazionali rumeni indoor, getto del peso - 19,91 m
- Oro ai campionati nazionali rumeni, getto del peso - 19,62 m